# 杉山栄

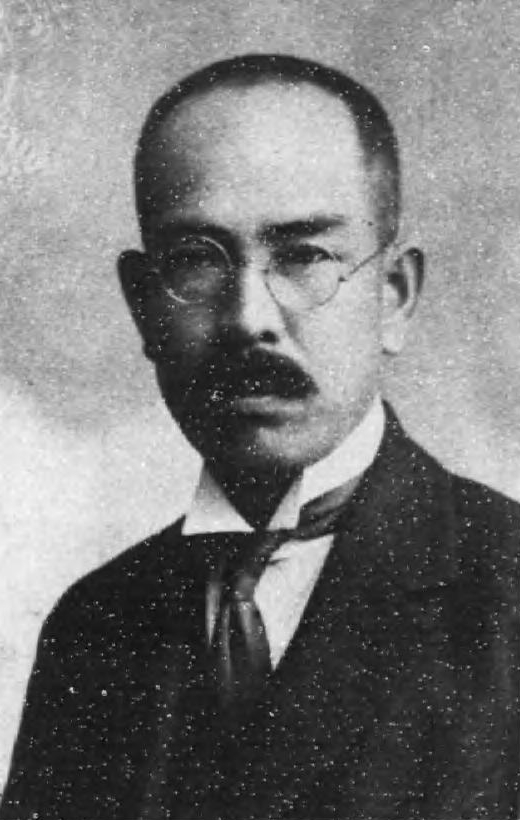
杉山栄

杉山 栄（杉山 榮、すぎやま さかえ、1881年〈明治14年〉3月6日 - 1938年〈昭和13年〉10月7日）は、明治末期から昭和戦前期にかけて活動した日本の土木技術者、実業家。主に電気事業に関与し、矢作水力副社長・大同電力取締役などを務めた。岐阜県出身。

## 経歴
杉山栄は1881年（明治14年）3月6日、岐阜県士族杉山斧吉の長男として生まれた。本籍地は岐阜県稲葉郡加納町（現・岐阜市）。1901年（明治34年）7月金沢の第四高等学校第二部工科を卒業、次いで1905年（明治38年）7月東京帝国大学工科大学土木工学科を卒業する。その後は電力界に入り、まず箱根水力電気に入社して同社の土木課長となる。箱根水力電気は箱根早川の開発と横浜市への電力供給を目的に1906年（明治39年）12月に設立された電力会社で、1909年（明治42年）5月に塔之沢発電所を完成させた。
1911年（明治44年）3月25日、逓信省の臨時発電水力調査局技師（高等官六等）に任ぜられた。同局は水力発電の起業を促すべく全国的な河川調査を実施した部署で、前年4月に設立されていた。4月、杉山は愛知・岐阜・三重3県を所管とする名古屋支局に配属され、支局の主任技師となった。以後1913年（大正2年）6月調査局の廃止まで在任し、同年7月末まで調査書の編集などを行う残務取扱員として勤務した。調査局時代の1911年5月正七位に叙されている。
調査局在籍中の1912年（大正元年）9月、福澤桃介を委員長とする水力発電事業の調査研究機関「大正企業組合」が組織された。杉山も途中からこれに合流して組合の嘱託技師に就く。1914年（大正3年）、福澤が経営する名古屋電灯に木曽川開発を目的として臨時建設部が設置されると、その主任にも就任。さらに1916年（大正5年）2月、臨時建設部の組織が拡充され総務・土木・電気の3課が設置されたのに伴い杉山はそのうち土木課長に就いた。組織を拡充された名古屋電灯臨時建設部は、木曽川にて賤母（しずも）発電所、矢作川にて串原仮発電所の建設に着手する。このうち賤母発電所は臨時建設部が木曽電気製鉄（後の木曽電気興業）として独立した後の1919年（大正8年）11月に完成したが、杉山は同発電所工事の土木部門における担任者であった。
1919年3月、大正企業組合が矢作川で取得した水利権を元に矢作水力が発足する。相談役福澤桃介・取締役社長井上角五郎の下で杉山は専務取締役に就任した。矢作水力は設立以後予定通りに発電所建設を進め、1割を超える配当を行うなど不況下にありながらも創業当初から順調な成績を挙げたが、これは杉山の手腕によるものと評された。矢作水力では、1928年（昭和3年）4月28日、設立以来の社長井上角五郎が退任し副社長福澤駒吉（1922年就任・福澤桃介長男）が社長に昇格したのに伴い、杉山も専務から副社長へ昇格した。社長の福澤駒吉が実務にほとんど関与しないため、杉山が副社長ながら経営上の主催者となり、天竜川電力・白山水力の合併など社業が拡大する中で経営の中心に立つとともに、天竜川の泰阜発電所建設では自ら総監督を務めた。社外では1929年（昭和4年）12月に木曽電気興業の後身大同電力でも取締役に就任。同社では土木課長を兼ねたが、1932年時点の幹部一覧では杉山の兼職はない。
1934年版の興信録によると、杉山は矢作水力副社長・大同電力取締役のほか矢作開墾・矢作索道社長、金城証券・東美鉄道取締役、昭和曹達・豊国セメント監査役、昭和電力技術監督を務めていた。その4年後の1938年（昭和13年）10月7日、入院中の名古屋大学医学部附属病院で死去した。57歳没。矢作水力副社長・大同電力取締役在職中であった。死後、14日付裁可で電気事業に対する功績により従六位に追叙された。